# Mula Mustafa Bašeskija
Mula Mustafa Bašeskija (Sarajevo, 1731. ili 1732. – Sarajevo, 18. kolovoza 1809.), bosanskohercegovački je i bošnjački ljetopisac, pjesnik, kaligraf i skupljač pučkoga i kulturnoga blaga. Točan datum rođenja nije u potpunosti utvrđen, a o njemu se zna samo ono što je ostavio u svom djelu Ljetopis. Može se uvrstiti u bosanskohercegovačke astronome.

## Životopis
Sin je Ahmedov, unuk Kadri-hodže. Rodio se je u Sarajevu, u Mimar-Sinanovoj mahali, a početno obrazovanje dobio je u mektebu kod hodže Sulejman-efendije Arnauta. Bio izučenim sastavljačem zamolbi i utoka, te zapisa protiv uroka. Godine 1757. postavljen je za sibjan-mualima (učitelj u vjerskoj školi) u mektebu kod Ferhadije. Potom je bio imamom džamije Buzadžizade[nedostaje izvor] u Sarajevu, da bi na kraju otvorio svoj pisarnički ured.
Bosna i Hercegovina je zajedno s drugim europskim državama bila poprište kuge u 18. stoljeću. Bašeskija je napisao da je 4000 osoba izgubilo život, uglavnom odraslih Bošnjaka.

## Ljetopis
Ljetopis Mule Mustafe Bašeskije ima veliku kulturnu značajnost, jer prikazuje povijest Sarajeva i Bosne u drugoj polovici 18. stoljeća. Ljetopis je napisan na turskome jeziku, a obuhvaća kroniku nekoliko desetljeća, na kraju 18. stoljeća i samom početku 19. stoljeća, u kojoj je zapisao svakodnevne i povijesno važne događaje. Ljetopis je sastavljen arapskim neshi-pismom, a na turskome jeziku, kakvim se tada u Sarajevu i diljem Bosne, govorilo među manjim brojem gradskoga pučanstva. Osmanlije su takav prirodni jezik nazivali bosanskim narječjem ("Bošnjak-lehdže"). Drži se kako je Bašeskija prestao pisati ljetopis zbog svoje bolesti.
Ubraja ga se u najistaknutije predstavnike adžamijske književnosti.